# Strykjärnet

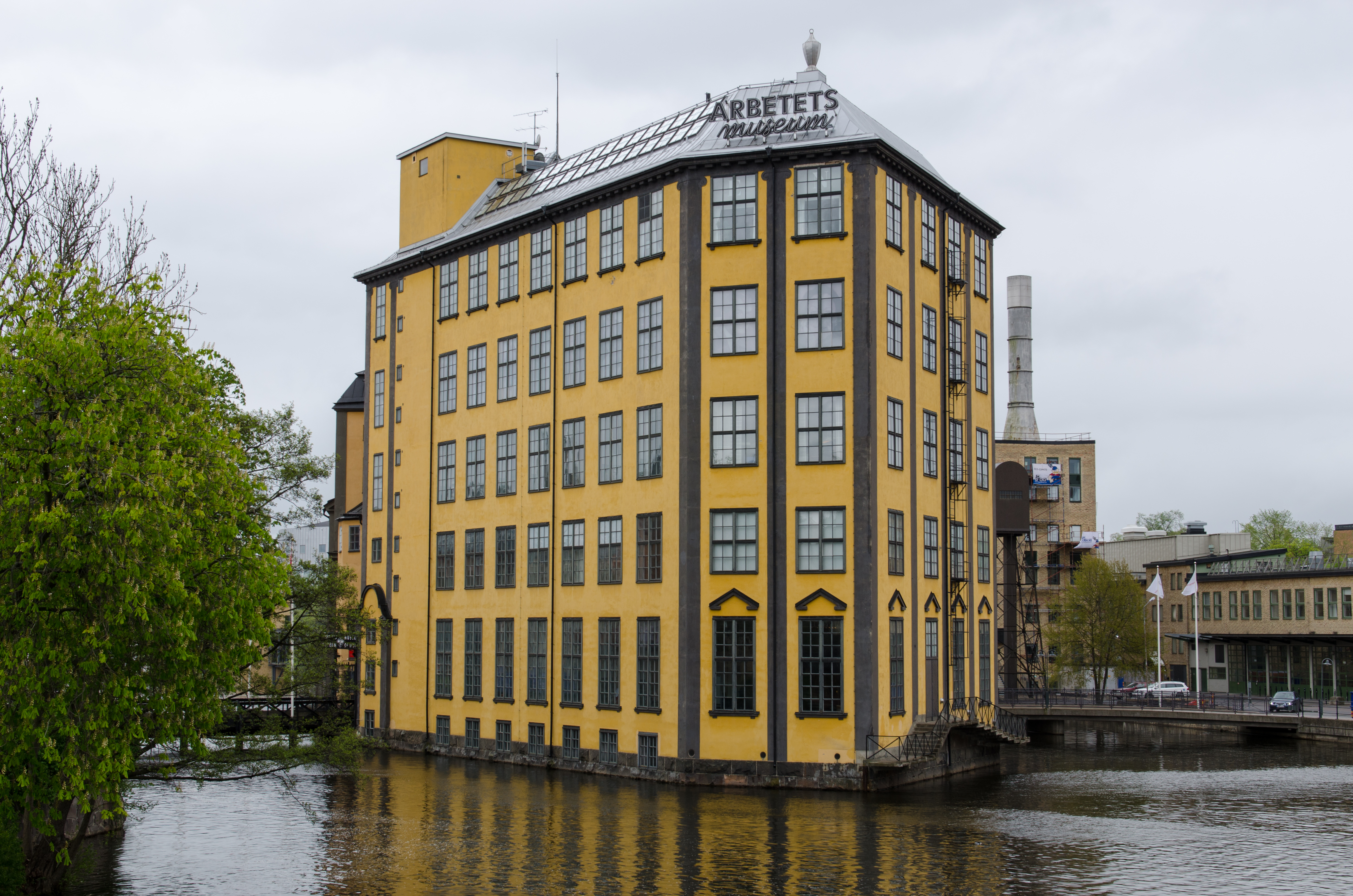
Strykjärnet i Motala ström

Strykjärnet är en byggnad mitt i Motala ström i centrala Norrköping som uppfördes 1916–1917 i armerad betong i klassicistisk stil av arkitekt Folke Bensow. Sedan 1991 är den ett byggnadsminne. Byggnaden har fått sitt namn av sin säregna form som påminner om ett strykjärn. Formen kommer sig av att byggnaden är byggd på den strömlinjeformade ön Laxholmen mitt i Motala ströms flöde. Eftersom det var ont om mark kring strömmen ville man använda så mycket av den existerande holmen som möjligt. Därför fick byggnaden sin lite annorlunda form, en sjuhörning. Innan huset byggdes fanns mindre träbyggnader på ön.

## Historia
Den uppfördes åt Holmens Bruks och Fabriks AB och inhyste från början textilindustri. Till år 1934 användes byggnaden, som är en del av industrilandskapet, som väveri. Arbetet med textiler fortsatte efter det med bland annat tvinning, spolning, rullning, dressning och varpning. Under 1960-talet avvecklades textilarbetet i samband med textilkrisen. År 1964 lade Holmens ned bomullsindustrin och 1970 försvann de sista delarna av yllefabrikationen. På platsen fanns dock industribyggnaderna kvar. Under 1980-talet började industrier åter verka på platsen. Sedan december 1991 huserar här Arbetets museum och byggnaden drivs som enskild stiftelse.
Carl Milles har kallat området ”landets vackraste industribyggnad”.